# Церква святого Архистратига Михаїла (Карпатське)
Церква святого Архистратига Михаїла — чинна дерев'яна церква, пам'ятка архітектури національного значення (охоронний № 506), у селі Карпатське Турківського району Львівщини. Парафія належить до Турківського благочиння Дрогобицько-Самбірської єпархії Православної церкви України.

## Розташування
Церква святого Архистратига Михаїла розташована на цвинтарі у центрі села Карпатське, на рівній ділянці, при дорозі.

## Історія
Сільська церковна громада отримала привілей короля Сиґізмунда II Авґуста на лан ґрунту 24 квітня 1566 року. Теперішню дерев'яну церкву збудовано у 1772 році.
Церкву ремонтована у 1905, 1936 та 1985 роках.

### Перехід з УПЦ МП до УПЦ КП
20 листопада 2016 року церковна громада святого Архистратига Михаїла села Карпатське перейшла з-під юрисдикції УПЦ МП до Української Православної Церкви Київського Патріархату. Після Об'єднавчого собору 2018 року — частина Православної церкви України.

## Архітектура
Церква дерев'яна, традиційного бойківського типу, тризрубна, триверха. Основні зруби однакової висоти. До квадратної у плані нави із заходу примикає менший, також квадратний в плані бабинець, зі сходу квадратний у плані вівтар, з невеликими бічними приміщеннями по обидва боки — прямокутні захристя, південне — новіше, добудоване 1936 року.
Всі три об'єми завершують пірамідальні наметові верхи з трьома заломами над вівтарем і навою та двома — над бабинцем. Вінчають намети сліпі ліхтарі з маківками та хрестами.
По периметру церкву оперізує широке піддашшя, оперте на фігурні ступінчасті випуски вінців. Під піддашшям, при західній стіні бабинця, за останнього ремонту в 1936 році влаштовано засклений ґанок. Стіни надопасання та заломів зашальовані ґонтом.
Верхи нави та вівтаря стягнуті навхрест балками-сволоки на рівні першого залому. Перекриття в бабинці плоске. Хори П-подібної форми з бабинця виходять у наву.
Поряд з церквою розташована триярусна, квадратна у плані дзвіниця. Нижні яруси якої зрубні, а верхній — стовпової конструкції. Дзвіниця накрита восьмибічним стіжковим верхом.
Вхід на прицерковну територію веде через невелику дерев'яну браму, вкриту пірамідальним наметовим дахом.